# أورم الجوز
أورم الجوز بلدة في محافظة إدلب في سورية. تقع غرب أريحا في جبل الزاوية وتعتبر اولى قرى جبل الزاوية .
إلى الجنوب من مدينة ادلب وعلى بعد /17/كم منها وإلى الجنوب الغربي لمدينة أريحا تقع قرية «أورم الجوز» التي تتربع على هضبة ترتفع عن القرى المجاورة وتحيط بها أشجار الزيتون والكرز والجوز على مساحات واسعة. 
و تسميتها تعود إلى الآرامية وكلمة أور تعني «بلد البساتين والجوز» ثم تحولت التسمية بعد الفتح الإسلامي إلى «أورم الجوز». تتميز القرية بطبيعتها الساحرة وتضاريسها المتنوعة تحيط بها الجبال من كافة جوانبها وتشقها مجموعة من الأودية «كوادي الجوز» حيث يوجد فيها مجوعة من المصادر المائية من ينابيع وعيون رومانية. كما تحيط بها المواقع الأثرية من كافة جوانبها التي تعود إلى العصور الرومانية
وهي من القرى العريقة في القدم ويوجد فيها بقايا كنيسة تعود للقرن الثاني للميلاد وجد حولها ثلاثة ألواح من الحجارة مكتوب على اللوح الأول بالخط الآرامي "إله واحد" واللوح الثاني "سلام على من كمل هذه البنية" وعلى اللوح الثالث " هذا الضوء المشرق الموهوب من الله لنا أيام البربر في الدور الغالب أيام الملك ايناوس وإيناس والسلام على شعوب العالم والدولة الصالحة
تمتعت قرية «أورم الجوز» في العصر العثماني بمركز قيادي للمنطقة حيث وجد من أبناء القرية ممثلين للولاة العثمانيين وحكموا منطقة جبل الزاوية بأكملها".
يبلغ عدد سكان هذه القرية (8680) نسمة تعود هذه الاحصائية إلى عام 2008 تعمل الغالبية منهم بالزراعة ويتوفر في القرية جميع الخدمات من بلدية القرية التي تعتبر أول بلدية في منطقة «جبل الزاوية» ومدرسة للتعليم الأساسي وأخرى للثانوي إضافة إلى مستوصف طبي وجمعية فلاحيه ومسجدين، وتعتبر «أورم الجوز» عقدة مواصلات مهمة في المنطقة حيث يمر فيها طريق «حلب» «اللاذقية». ما يميز القرية هو وجود الكثير من المدافن الرومانية القديمة والتي تطرق إليها كتاب «من إيبلا إلى إدلب» للباحث فايز قوصرة: «في قرية «أورم الجوز» مدافن لعائلات رومانية تمتد من الجنوب إلى الشمال تتجه أبوابها مستقبلةً ضوء الشمس يزيد عددها عن عشرين، يضم كل مدفن منها عدة قبور تصل إلى خمسة وقد وضعت لها أبواب حجرية كانت تغلق بعد وضع الجثث داخلها».
وتحوي المدافن على نقوش وأعمدة مزخرفة وعلى بعض الرسوم التي تدل على عظمة تلك المملكة، وقد ذكر في الكتاب: «دُوِّن اسم «أورم الجوز» على المَسلَّة المصرية حيث جرت فيها حرب كبيرة بين فرعون مصر «نارام سين» وبين «الحثيين»». وقد ذُكِر في شرح القاموس «المحيط»: «وفي «أورم الجوز» أعجوبة وهي أن المجاورين لها من القرى يرون فيها بالليل ضوء نارٍ في هيكل فإذا جاؤوا إليها لم يروا شيئاً». وقد ورد في معجم البلدان ل ياقوت الحموي: «بُنِي في «أورم الجوز» معبد سكنه خمسة ملوك «بربر» بعد ميلاد المسيح بـ /227/ عام أسماؤهم «أناوس الحرين» و«قلاسس» و«حنا» و«قاسوس» و«بلانيا»، هذا المعبد مؤلف من طابقين
سفلي وعلوي ففي الجدار الذي يقابل الباب
في الطابق العلوي لوح كُتِب عليه «الإله الواحد» وهنالك لوح آخر كتب عليه أيضاً «سلامٌ على من أكمل هذه البنية» أما الجدار الثالث ففيه لوح عليه طلاسم بحيث يظهر منه نور من الأرض على السماء يراه البعيد أما القريب فلا يراه».
«هناك خلاف حول مكان صدور الضوء ومكان المعبد فالبعض ينسب الضوء إلى أحد القبور المنتشرة في الجهة الغربية من القرية لكن أصل الضوء هو خروجه من المعبد (كما ورد في معجم البلدان) والذي يقع غرب القرية عند تقاطع طريق جبل الزاوية بطريق «حلب- اللاذقية» مجاوراً إحدى العيون الرومانية حيث يذكر قدماء القرية وجود طريق بعرض مترٍ واحد مرصوفةٍ بالأحجار البيضاء الملساء البحرية يصل بين العين والمعبد». و «حقيقة تلك الطلاسم هو وجود مادة فوسفورية وضعت على اللوح المثبت على جدار المعبد وحين يصلها ضوء القمر من الناحية الشرقية عبر عدة فتحات تبرز الإشعاعات وبطريقة هندسية فلكية تجعل هذا النور يتصاعد بشكلٍ اسطوانيٍ من المعبد إلى السماء، ومنذ 40عاماً خلت لم يظهر هذا الضوء بسبب تكسر الألواح والتوسع العمراني الذي أدى إلى ردم المعبد كلياً وشق طريق «حلب اللاذقية» ليمرّ فوقه